# Attaque au Mémorial de l'Holocauste à Berlin
L’attaque au Mémorial de l'Holocauste à Berlin est un attentat terroriste ayant eu lieu le 21 février 2025. Un touriste espagnol a été gravement blessé à l'arme blanche. Le suspect est un réfugié syrien de 19 ans. Les autorités enquêtent sur un mobile antisémite et islamiste pour cette attaque.

## Contexte
Cette attaque survient à deux jours des élections fédérales, dans un contexte déjà tendu par plusieurs agressions récentes. Par exemple, en septembre 2024, un Autrichien lié à l’islam radical a été abattu alors qu’il préparait un attentat contre le consulat d’Israël à Munich. Plus tôt en février, une attaque à la voiture-bélier à Munich et un double meurtre au couteau à Aschaffenburg ont aussi secoué le pays. Depuis le début de la guerre à Gaza, les actes antisémites ont augmenté en Allemagne, un pays où le soutien à Israël est une « raison d’État » en raison de son passé nazi. Ces événements alimentent un débat brûlant sur l’immigration et la sécurité, avec le parti d’extrême droite AfD qui capitalise sur les peurs, crédité de plus de 20 % dans les sondages.

## Faits
L’attaque s’est produite le vendredi 21 février 2025, en début de soirée, vers 19 h 30 au Mémorial de l’Holocauste, un vaste champ de 2 711 stèles en béton situé en plein cœur de Berlin, près de la porte de Brandebourg. Ce soir-là, un touriste espagnol de 30 ans visitait le site, un endroit fréquenté par des touristes du monde entier. Selon les premiers témoignages recueillis par la police, il se trouvait seul dans une allée du mémorial quand un individu s’est approché de lui.
Le suspect, un jeune Syrien de 19 ans, aurait alors sorti un couteau et porté plusieurs coups à la victime, visant principalement le haut du corps. Les rapports indiquent que l’attaque a été rapide et brutale : le touriste a été touché à la poitrine et au cou, des blessures graves qui l’ont laissé dans un état critique. Des passants ont entendu des cris et ont alerté les secours, mais l’agresseur ne s’est pas enfui immédiatement. Au contraire, il serait resté sur place, errant dans le mémorial, ce qui a surpris les enquêteurs,.
La police de Berlin a été appelée peu après 19 h 40. Une patrouille à proximité est arrivée rapidement sur les lieux, où des témoins ont désigné le suspect, toujours présent. Il n’a pas opposé de résistance lors de son arrestation, survenue vers 20 h 15 selon les estimations. Lors de la fouille, les agents ont trouvé sur lui un couteau – présumé être l’arme du crime –, un tapis de prière, un exemplaire du Coran et des notes manuscrites contenant des versets. La victime, elle, a été transportée d’urgence à l’hôpital et son pronostic vital est engagé, mais aucun décès n’a été confirmé à ce stade,.

## Auteur
Le suspect est un Syrien de 19 ans, Wassim al-M., qui est arrivé en Allemagne en tant que réfugié mineur non accompagné en 2023. Il a d'abord été pris en charge par le service de la jeunesse de Leipzig. Il a demandé l'asile et a été reconnu réfugié en octobre 2023. Il avait déclaré avoir été arrêté et torturé en Syrie par les forces du régime d'Assad. Dernièrement, il résidait dans un centre pour réfugiés à Leipzig. Les autorités enquêtent sur un mobile antisémite pour cette attaque en plus d'une motivation islamiste ou religieuse.
Le suspect était déjà connu de la police en raison de plusieurs infractions commises en Saxe.

## Réactions
La ministre fédérale de l'Intérieur, Nancy Faeser, a exigé que le suspect présumé soit puni avec la plus grande rigueur et « expulsé directement après sa détention ».
Selon Josef Schuster, président du Conseil central des Juifs d'Allemagne, le mépris pour le souvenir de la Shoah et la haine envers les Juifs vont de pair avec un rejet fondamental des valeurs occidentales.